# Phacelia lemmonii
Phacelia lemmonii är en strävbladig växtart som beskrevs av Asa Gray. Phacelia lemmonii ingår i Faceliasläktet som ingår i familjen strävbladiga växter. Inga underarter finns listade i Catalogue of Life.